# Елань-Чишминский сельсовет
Елань-Чишминский сельсове́т — упразднённая в 2008 году административно-территориальная единица и сельское поселение (тип муниципального образования) в составе Ермекеевского района. Почтовый индекс — 452194. Код ОКАТО — 80225806000. Объединён с сельским поселением Суккуловский сельсовет.

## Состав сельсовета
Село Елань-Чишма — административный центр, деревня Райманово

## История
Закон Республики Башкортостан от 19.11.2008 N 49-з «Об изменениях в административно-территориальном устройстве Республики Башкортостан в связи с объединением отдельных сельсоветов и передачей населённых пунктов», ст.1 п. 21) б) гласил:

 "Внести следующие изменения в административно-территориальное устройство Республики Башкортостан:
 объединить Суккуловский и Елань-Чишминский сельсоветы с сохранением наименования «Суккуловский» с административным центром в селе Суккулово.
Включить село Елань-Чишма, деревню Райманово Елань-Чишминского сельсовета в состав Суккуловского сельсовета.

Утвердить границы Суккуловского сельсовета согласно представленной схематической карте.

Исключить из учётных данных Елань-Чишминский сельсовет

## Географическое положение
На 2008 год граничил с Белебеевским районом,с муниципальными образованиями  Семено-Макаровский сельсовет, Ермекеевский сельсовет, Суккуловский сельсовет («Закон Республики Башкортостан от 17.12.2004 N 126-з (ред. от 19.11.2008) „О границах, статусе и административных центрах муниципальных образований в Республике Башкортостан“»).